# Sune Andresen
Sune Johan Andresen (født 23. februar 1902 i Ryslinge, død 13. november 1984) var en dansk forfatter, foredragsholder, højskolelærer og forstander på Engelsholm Højskole fra 1940 til 1972.
Gift med Gudrun Andresen 1931.